# Sorbus obsoletidentata
Sorbus obsoletidentata är en rosväxtart som först beskrevs av Jules Cardot, och fick sitt nu gällande namn av Tse Tsun Yu. Sorbus obsoletidentata ingår i släktet oxlar, och familjen rosväxter. Inga underarter finns listade i Catalogue of Life.